# Grawerstwo

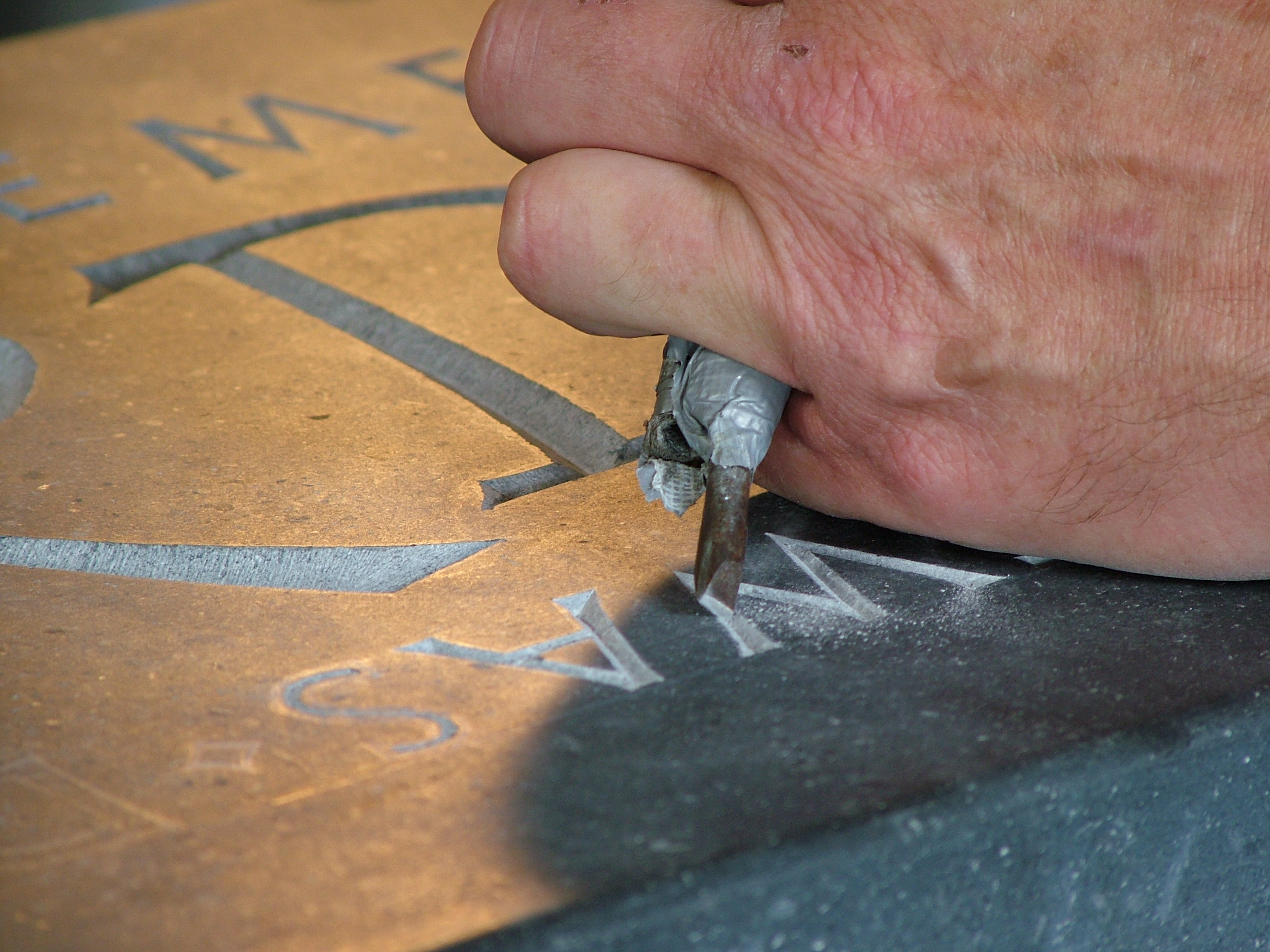
Grawerowanie

Grawerstwo lub rytownictwo – dział rzemiosła  posługujący się techniką polegającą na żłobieniu twardym narzędziem (obecnie także maszynowo) wzorów w metalu, szkle, kamieniu.
Grawerowanie jest jedną z najstarszych technik zdobienia wyrobów artystycznych (metal, kości, kamień, szkło). Znane są naczynia z Babilonii z 2000 roku p.n.e..
Grawerowanie to wykonywanie wgłębień (rys) o różnej głębokości, przekroju i kształtach, na powierzchniach metalowych lub innych powierzchniach typu wielowarstwowa lub przeźroczysta pleksi, kamień półszlachetny lub szlachetny, często warstwowo wielobarwny, szkło. Grawer rytuje litery i wzory.
Do rytowania ręcznego służą tzw. rylce, czyli różnie profilowane, ostre narzędzia ze stali, osadzone w drewnianych uchwytach, które pozwalają rzeźbić powierzchnię wyrobu techniką skrawania. Obecnie rytowanie wykonuje się także maszynowo.

Współcześnie za techniki grawerskie uważa się na równi z klasycznym rytowaniem (wybieraniem), także trawienie substancjami chemicznymi i rytowanie laserem.
Dawniej grawerów zatrudniano w drukarniach (ręczna produkcja czcionek i znaków drukarskich, wykonywanie matryc do druku zdobień, ilustracji i map w publikacjach), pieczątkarniach (produkcja stempli, pieczęci i pieczątek, odznak, medali), w mennicach (produkcja matryc do druku banknotów, obligacji, znaczków pocztowych itp.) oraz w artystycznych zakładach grawerskich, gdzie wykonywano prace grawerskie na przedmiotach ozdobnych, przedmiotach kultu religijnego, broni, biżuterii, itp. Obecnie zawód coraz rzadszy, niszowy, tracący swoją odrębność.